# Мешков, Евгений Евгеньевич
Евгений Евгеньевич Мешков (3 сентября 1984) — казахстанский футболист, защитник, полузащитник.
В чемпионате Казахстана играл за клубы «Иртыш» Павлодар (2002, 2004—2005), «Тобол» Костанай (2006—2007), «Жетысу» Талды-Курган (2008). В Первой лиге играл за «Иртыш-2» Павлодар/Аксу (2003—2004), «Казахмыс» Сатпаев (2008, один матч в Кубке), «Асбест» Житикара (2008), «Кайрат» Алма-Ата (2009), «Ак Булак» Талгар (2010), «Гефест» Сарань (2011), «Иле-Саулет» Отеге-Батыр (2012—2013), «Экибастуз» (2014).
С 2017 года — игрок любительского российского клуба ФСЦ «Волхов», обладатель Кубка Ленинградской области 2018 года.